# Enrico Garzelli
Enrico Garzelli, né le 24 juillet 1909 à Livourne et mort le 16 juillet 1992, est un rameur d'aviron italien.

## Carrière
Enrico Garzelli participe aux Jeux olympiques de 1932 à Los Angeles. Il remporte la médaille d'argnt en huit, avec Vittorio Cioni, Mario Balleri, Renato Bracci, Renato Barbieri, Roberto Vestrini, Dino Barsotti, Guglielmo Del Bimbo et Cesare Milani.
Il obtient une deuxième médaille d'argent olympique en 1936 à Berlin avec Dino Barsotti, Guglielmo Del Bimbo, Cesare Milani, Oreste Grossi, Enzo Bartolini, Mario Checcacci, Dante Secchi et Ottorino Quaglierini.